# Dmitri Merezhkovski
Dmitri Serguéievich Merezhkovski (en idioma ruso Дми́трий Серге́евич Мережко́вский; San Petersburgo, 14 de agosto de 1866-París, 9 de diciembre de 1941 en París) fue un novelista ruso, promotor junto con su esposa, Zinaída Guíppius, de un salón literario en San Petersburgo y de varias sectas de misticismo visionario.

## Inicios
Nacido en San Petersburgo, era el sexto hijo de un consejero privado con acceso a la corte zarista. Entre 1884 y 1889 estudió Historia y Filología en la Universidad de San Petersburgo y hablaba con fluidez varios idiomas. Hizo una tesis sobre Montaigne.

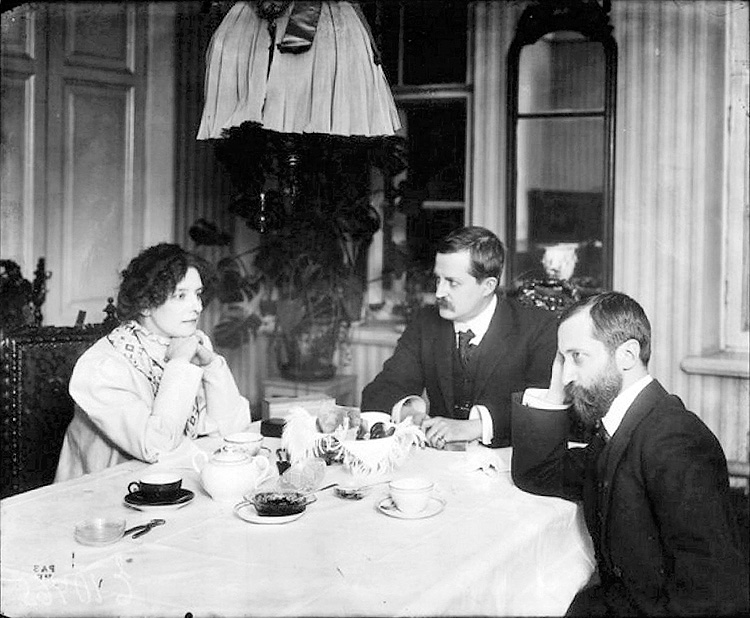
Guíppius, Filosófov y Merezhkovski en Varsovia (1920)

En 1888, conoce a Zinaída Guíppius, en Borjomi (Cáucaso) con quien se casa en enero de 1889. Asentados en San Petersburgo, promovieron un salón literario en el ámbito de la Edad de Plata de la poesía rusa. El ensayo de Merezhkovski Sobre las causas del declive y sobre las nuevos caminos de la Literatura Rusa Contemporánea (1892), inscrito en ese contexto, se llegaría a considerar como una de las fuentes del simbolismo ruso
Tras 1900, él y su esposa, unidos a Dmitri Filosófov y Vasili Rózanov promovieron una nueva secta religiosa, los Bogoiskáteli o "buscadores de Dios", "cristianos espirituales" que se reunieron con los representantes de la Iglesia Ortodoxa hasta 1903, en que estos encuentros fueron prohibidos por el propio Konstantín Pobedonóstsev, procurador del Sínodo Sagrado de la Iglesia Ortodoxa Rusa. En 1901, habían fundado la Sociedad Filosófica-Religiosa que publicaba la revista de prosélitos Nóvy put (en ruso, El nuevo camino), cuya progresiva falta de interés promovió que, en 1904, la pareja Merezhkovski iniciase un viaje a través de Rusia, reuniéndose con otras sectas místicas. Novy put, por su parte, se fue constituyendo como portavoz del anarquismo místico del editor Gueorgui Chulkov, por lo que  Merezhkovski, criticado además por el simbolista Aleksandr Blok en su diario, dejó de colaborar con la publicación.
Entre 1896 y 1905, Merezhkovski escribió una trilogía de novelas históricas tituladas La muerte de los dioses (1896), sobre Juliano el Apóstata), formando una especie de trilogía con La resurrección de los dioses  y La novela de Leonardo da Vinci (1900), y Anticristo. Pedro y Alexis (1905), sobre Pedro I de Rusia y Alexis Petróvich Románov). Otros libros de Merezhkovski incluyen Pablo I de Rusia (1908), Alejandro I de Rusia (1911), y Decembristas (1918). Sus propuestas visionarias de la filosofía de la historia fueron expuestas en Cristo y Anticristo (1895-1905) y El Reino del Anticristo (1922). Un estudio de Tolstói y Dostoyevski (1902), es su obra más conocida.
La derrota de la Armada Imperial Rusa por la Armada Imperial Japonesa, que provocaría la Revolución Rusa de 1905, fue vista por Merezhkovski como el anuncio divino de una revolución religiosa, de la que inmediatamente se declaró a sí mismo el profeta.
Tras la Revolución de octubre de 1917, Merezhkovski viajó a París nuevamente, donde atacó la ideología bolchevique y se unió al Partido Social-Revolucionario. Fue nominado varias veces al Premio Nobel de Literatura, pero su presunto apoyo a Hitler le impidió ganar el premio.[cita requerida]

## Licencia
- Esta obra contiene una traducción  derivada de «Dmitry Merezhkovsky» de Wikipedia en inglés, publicada por sus editores bajo la Licencia de documentación libre de GNU y la Licencia Creative Commons Atribución-CompartirIgual 4.0 Internacional.